# Крешимир III
Крешимир III (лат. Cresimir; умро 1030) је био хрватски краљ из династије Трпимировић. Владао је од 1000. до 1030. године.

## Биографија
Након Стјепанове смрти, Крешимир и Гојислав су почели да организују побуну против свога брата у намери да се домогну престола. Ступају у везе са бугарским царем Самуилом. Стјепан, њихов отац, је у устанку комитопула стао на страну византијског цара Василија. Византију су у овом рату подржавали и Светослав Суроња и Млетачка република. Светослав је наставио очеву политику. Самуило је 998. године напао Хрватску чиме је отпочео трогодишњи Хрватско-бугарски рат. Самуило заузима читаву Далмацију коју је од византијског цара добио Светославов отац. Пао је и Задар. Самуило је читаву територију поверио на управу Крешимиру и Гојиславу. Уз његову помоћ, браћа су збацила Светослава и преузела власт у Хрватској.
Око 1015. године Крешимир је добио почасну титулу патрикија од византијског цара, могуће као знак захвалности за његову политику на Балкану. Рат између Млетачке републике и Хрватске обновљен је на лето 1018. године када је Крешимир напао млетачке далматинске градове у покушају да поврати изгубљене територије. Градови су затражили помоћ новог дужда, Отона Орсеола. Отон је интервенисао на источној обали Јадранског мора и успешно је одбио хрватске нападе. Острва Крк и Раб прешла су под власт млетачког дужда обавезајући се на плаћање данка. Након пораза Јована Владислава пред Драчем и реокупације Балкана, Василије је својој власти потчинио двојицу браће која су владала Хрватском, како наводи хроничар Јован Скилица. Кедрен такође пише о потчињавању хрватских владара Василију.
Василије Бугиано, византијски катепан Италије, је 1. септембра 1024. године напао Хрватску са мора. Крешимирова жена је заробљена и одведена као талац, најпре у Бари, а потом у Цариград. То је доказ да су односи између Византије и Хрватске били лоши. Крешимир је престао да плаћа данак Царству након Василијеве смрти. Две године касније је у савезу са угарским краљем Стефаном I против Млетачке републике, у покушају да поврати градове у Далмацији. Нећак Петра Орсеола заробљен је од стране угарског краља. Крешимир је могуће учествовао у рату против светоримског цара Конрада на страни Угарске 1030. године. То је, међутим, потврђено само у једној хроници. Такође, Стефан је једног од својих синова, Емерика, верио за Крешимирову ћерку. Брак није склопљен због Емерикове смрти.
Крешимир је умро 1030. године. Наследио га је Стјепан I Трпимировић.

## Породично стабло
|  |                        |  |  |  |  |  |  |  |  |  |  |  |  |  |  |  |
|  | 16. Трпимир II         |  |  |  |  |  |  |  |  |  |  |  |  |  |  |  |
|  |                        |  |  |  |  |  |  |  |  |  |  |  |  |  |  |  |
|  |                        |  |  |  |  |  |  |  |  |  |  |  |  |  |  |  |
|  | 8. Крешимир I          |  |  |  |  |  |  |  |  |  |  |  |  |  |  |  |
|  |                        |  |  |  |  |  |  |  |  |  |  |  |  |  |  |  |
|  |                        |  |  |  |  |  |  |  |  |  |  |  |  |  |  |  |
|  | 4. Михаило Крешимир II |  |  |  |  |  |  |  |  |  |  |  |  |  |  |  |
|  |                        |  |  |  |  |  |  |  |  |  |  |  |  |  |  |  |
|  |                        |  |  |  |  |  |  |  |  |  |  |  |  |  |  |  |
|  | 2. Стјепан Држислав    |  |  |  |  |  |  |  |  |  |  |  |  |  |  |  |
|  |                        |  |  |  |  |  |  |  |  |  |  |  |  |  |  |  |
|  |                        |  |  |  |  |  |  |  |  |  |  |  |  |  |  |  |
|  | 5. Јелена Славна       |  |  |  |  |  |  |  |  |  |  |  |  |  |  |  |
|  |                        |  |  |  |  |  |  |  |  |  |  |  |  |  |  |  |
|  |                        |  |  |  |  |  |  |  |  |  |  |  |  |  |  |  |
|  | 1. Крешимир III        |  |  |  |  |  |  |  |  |  |  |  |  |  |  |  |
|  |                        |  |  |  |  |  |  |  |  |  |  |  |  |  |  |  |
|  |                        |  |  |  |  |  |  |  |  |  |  |  |  |  |  |  |